# Friedhof Moordeich

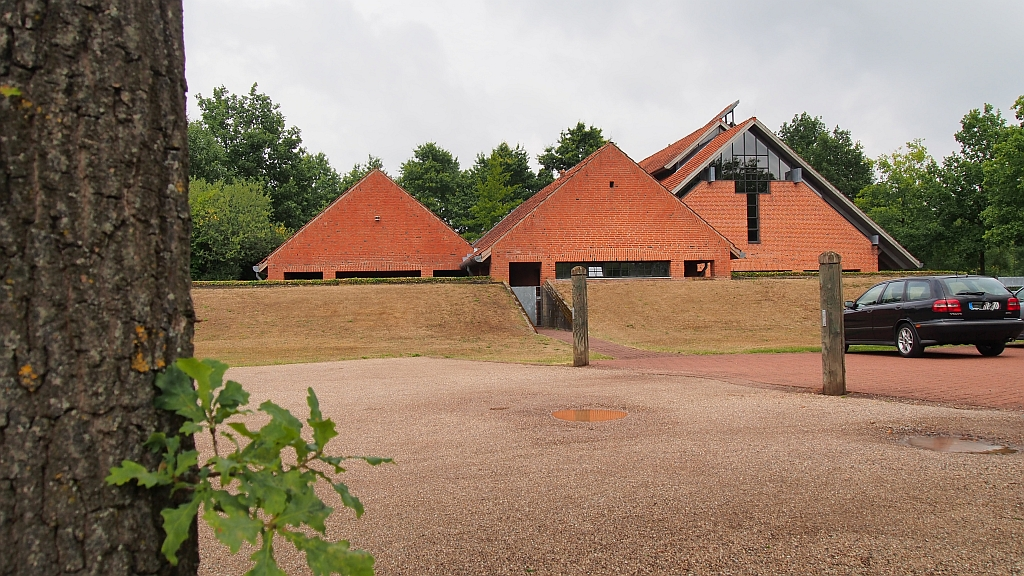
Eingang zum Friedhof Moordeich in Stuhr bei Bremen

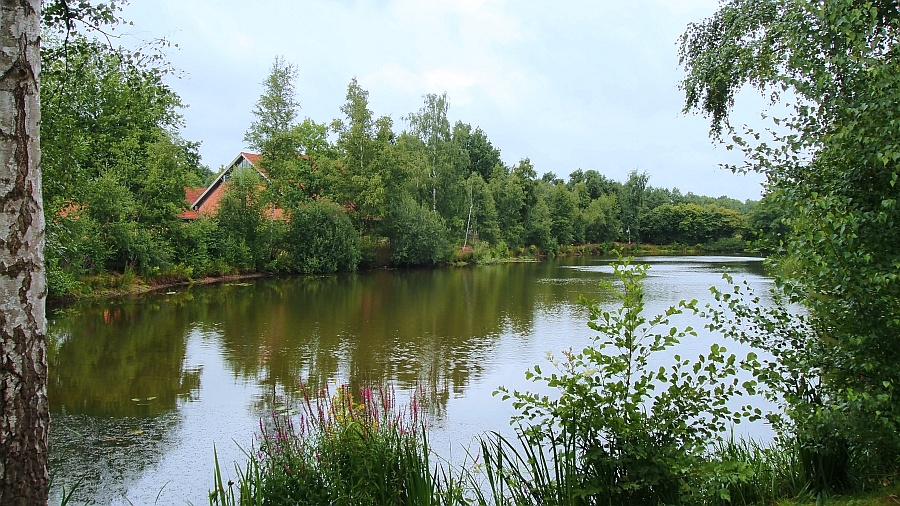
See beim Friedhof Moordeich in Stuhr bei Bremen

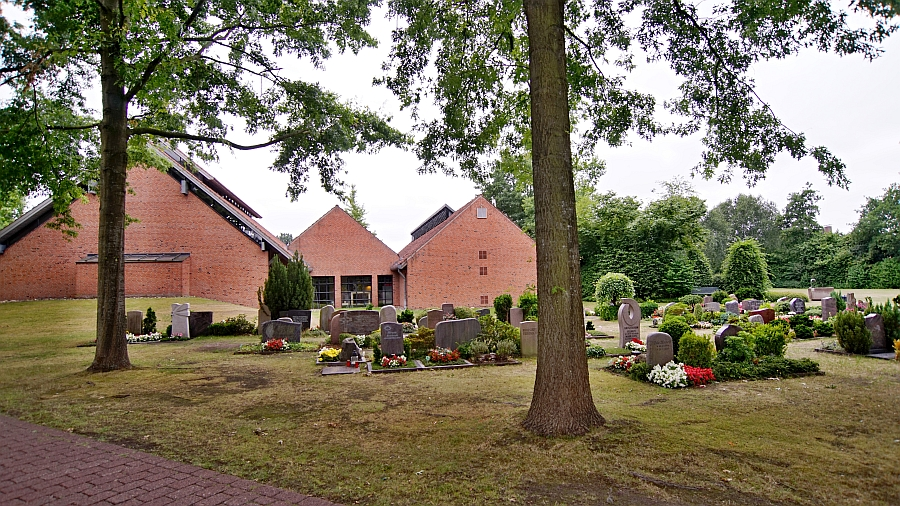
Kapelle „Huus achtern Diek“, Friedhof Stuhr-Moordeich

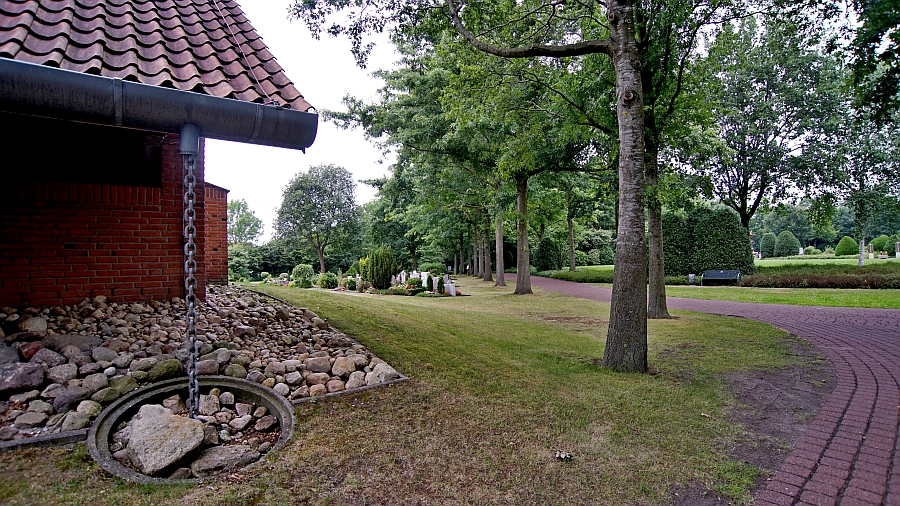
Blick von der Kapelle im Friedhof Stuhr-Moordeich

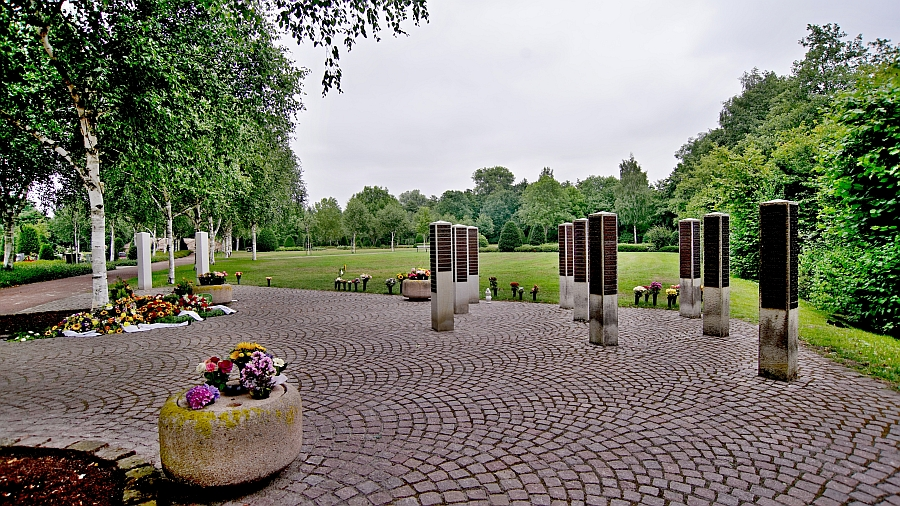
Namensstelen an einem Gemeinschaftsgrab, Friedhof Stuhr-Moordeich

Der Friedhof Moordeich ist ein kommunaler Friedhof der Gemeinde Stuhr im Landkreis Diepholz, Niedersachsen, an der Südgrenze von Bremen. Er entstand in den Jahren 1985 bis 1990 und verwirklicht das Konzept eines Parkfriedhofs.

## Geschichte
1984 beschloss der Rat der Gemeinde Stuhr die Anlage eines neuen Friedhofs im Ortsteil Moordeich, als abzusehen war, dass die kirchlichen Friedhöfe in Brinkum, Heiligenrode und Alt-Stuhr an ihre Kapazitätsgrenzen gelangt waren. Die Gemeinde Stuhr unterhält außerdem kommunale Friedhöfe in den Ortsteilen Fahrenhost und Seckenhausen.
Die Wahl fiel auf den Ortsteil Moordeich am Südrand der Hansestadt Bremen, weil der angrenzende Bremer Friedhof im Stadtteil Huchting aufgrund der Bevölkerungsentwicklung der Friedhof Huchting von 1936 erweitert werden musste. Für beide neuen Friedhöfe wurden rund 11 Hektar Weideland an der Stuhrer Landstraße erworben und die Planung gemeinsam mit dem Umweltbetrieb Bremen vorangetrieben. Der Stuhrer Friedhof Moordeich und der Bremer Friedhof Huchting-Stuhr grenzen heute aneinander und liegen beide auf niedersächsischem Gebiet. In der Kapelle des Friedhofs Moordeich finden Trauerfeiern für Bestattungen auf beiden Friedhöfen statt.
Am 17. Mai 1985 erfolgte die Grundsteinlegung der Kapelle nach Plänen des Bremer Architekten Harm Haslob, der auch für den Neubau des Stuhrer Rathauses verantwortlich zeichnete. Für die großzügige Gestaltung der gesamten Anlage sollte die norddeutsche Landschaft mit reetgedeckten Häusern, Birken, weiten Grasflächen, Flussläufen und Seen als Vorbild dienen.

## Das Huus achtern Diek
Nach den Plänen von Harm Haslob entstand in nur fünf Jahren Bauzeit eine norddeutsche Landschaft im kleinen Maßstab. Fünfzig Tausend Kubikmeter Sand wurden zu einem zwei Meter dicken künstlichen Geestrücken aufgeschwemmt. An der Ostseite des Friedhofs entstand hierdurch ein sechs Meter tiefer idyllischer See. Zu den Parkplätzen und zur Straße hin begrenzt ein Erdwall als künstlicher Deich den Friedhof. Der Besucher betritt die Anlage durch schwere Eisentüren, die einem Deichtor nachempfunden sind.
Die Kapelle ist im selben Rotstein erbaut, der bereits für die alte Stuhrer Kirche aus dem 13. Jahrhundert verwendet wurde und in vielen modernen Stuhrer Gebäuden wiederkehrt. Das Dach der Kapelle ist fast ganz auf den Boden herabgezogen und erinnert an die windgepeitschten Bauernhäuser, die sich in die umliegenden Wiesen der Ochtum-Niederung ducken. Mit schweren Eisenketten scheint es an den Boden gefesselt zu sein. Wegen seiner Lage hinter einem Erdwall erhielt die Kapelle in der Bevölkerung den Namen „Huus achtern Diek“ (Haus hinter dem Deich).
Der ganz in Weiß gehaltene Innenraum der Trauerhalle kontrastiert in seiner Leichtigkeit mit der architektonischen Wucht des Gebäudes. Durch den offenen Dachstuhl fällt Licht auf das Relief des Oldenburger Künstlers Max Herrmann (1908–1999). Die senkrechten Linien und geschwungenen Bögen symbolisieren den Schritt von der Erde ins Jenseits. Der Fußboden besteht aus Torfbrandklinkern, die in Schachbrettformat verlegt sind. Die Trauerhalle mit Empore bietet 180 Gästen Platz und wird mit Erdwärme geheizt. Zur Einweihung der Kapelle am 4. Mai 1990 erklang zum ersten Mal die 120 Kilogramm schwere Glocke im Dachstuhl.

## Besonderheiten
Eine Besonderheit des Friedhofs Moordeich ist die große Zahl „anonymer Begräbnisse“. Darunter versteht man Sarg- oder Urnenbestattungen in Gemeinschaftsgräbern. Diese Form der Beisetzung war notwendig geworden, weil in der Bevölkerung zunehmend kein Geld für eine reguläre Grabstätte angespart werden kann bzw. keine Angehörigen vorhanden sind, die sich der Grabpflege widmen können. Auch Mitgliedern anderer Gemeinden, in denen keine anonymen Bestattungen durchgeführt werden, steht diese Form der Beisetzung auf dem Friedhof Moordeich zu. Gegen eine Gebühr kann der Name eines Verstorbenen auf der Bronzeplatte einer Grabstele verewigt werden. Die Verstorbenen müssen also nicht ganz „namenlos“ bleiben. Von den 245 Beisetzungen im Jahr 2013 waren 90 Prozent anonyme Bestattungen. Mehr als die Hälfte der Verstorbenen kamen aus dem Bremer Stadtteil Huchting.